# Palacio del Banco de Italia
El Palacio del Banco de Italia (en italiano: Palazzo della Banca d'Italia) es un palacio histórico de Milán en Italia situado en el nº 5 de la via Cordusio.

## Historia
El edificio fue construido entre el 1907 y el 1912 según el proyecto de los arquitectos Luigi Broggi y Cesare Nava para ser la nueva sede del Banco de Italia en Milán.

## Descripción
El palacio presenta uno estile ecléctico y monumental. Se destaca por su puerta principal, posicionada entre cuatro columnas jónicas y rematada por cuatro cariátides inspiradas a las del Erecteón de la Acrópolis de Atenas.